# Andrzejówka (Hrubieszów)
Pour les articles homonymes, voir Andrzejówka.
Andrzejówka (prononciation : [andʐɛˈjufka]) - (en ukrainien: Андріївка, Andriyivka) est un village polonais de la gmina de Mircze dans le powiat de Hrubieszów de la voïvodie de Lublin dans l'est de la Pologne, à la frontière avec l'Ukraine.
Il se situe à environ 4 kilomètres à l'ouest de Mircze (siège de la gmina), 19 kilomètres au sud de Hrubieszów (siège du powiat) et 112 kilomètres au sud-est de Lublin (capitale de la voïvodie).
Le village compte approximativement une population de 109 habitants.

## Histoire
De 1975 à 1998, le village est attaché administrativement à la voïvodie de Zamość.

Depuis 1999, il fait partie de la voïvodie de Lublin.